# SRC Kale
El SRC Kale (en macedonio: Спортско рекреативен центар Кале) es un estadio deportivo techado multi-funcional. SRC Кале está situado cerca del Parque Central, en la ciudad de Skopie la capital de Macedonia del Norte. 
El gimnasio también se conoce como la "fortaleza de balonmano macedonio". La arena se utiliza principalmente para el balonmano, aunque recibe también partidos en otros deportes: Conciertos, peleas de boxeo, lucha libre, baloncesto, voleibol, etc